# Simboli dell'esperanto
I simboli dell'esperanto (la lingua ausiliaria internazionale creata da Ludwik Lejzer Zamenhof) più noti sono sicuramente le sue bandiere, che - come gli altri suoi simboli - mettono in evidenza gli ideali di uguaglianza e neutralità.

## Le bandiere

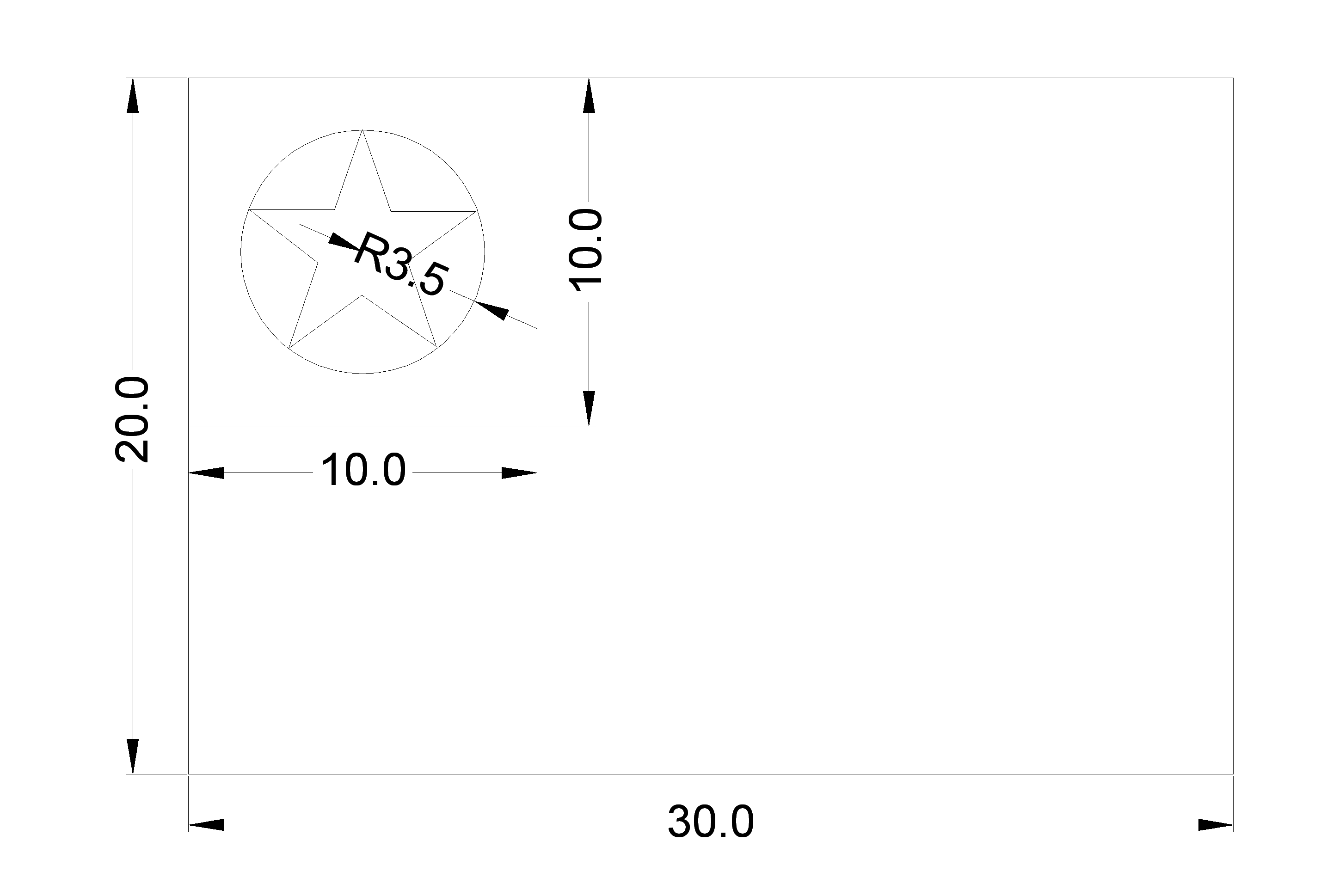
Proporzioni del Verda Stelo

La bandiera dell'esperanto è composta da uno sfondo verde con un quadrato bianco nell'angolo in alto a sinistra, al cui interno è contenuta una stella verde. Il campo verde simboleggia speranza, quello bianco pace e neutralità, e la stella a cinque punte rappresenta i cinque continenti. Gli Esperantisti la chiamano Verda Stelo (Stella Verde).
Alcuni esperantisti considerano la bandiera tradizionale troppo nazionalistica per una lingua internazionale, per questo motivo molte organizzazioni non ne raccomandano più l'utilizzo e al suo posto impiegano una nuova versione: il simbolo del Jubilea (due "E" verdi contrapposte su campo bianco), creato nel 1987 da un esperantista brasiliano. D'altra parte, questa nuova bandiera viene chiamata spregiativamente melono (melone) da alcuni.
Molti esperantisti, comunque continuano a considerare la Verda Stelo come simbolo di solidarietà internazionale o sovranazionale. Talvolta gli esperantisti in viaggio mostrano la bandiera per facilitare l'incontro con altri esperantisti (anche se alcuni guardano alla "vittoria finale", quando tutti parleranno l'esperanto come seconda lingua, rendendo inutile l'uso di questa bandiera). Il 2 giugno 2001 la Verda Stelo è stata adottata come bandiera ufficiale della Civitas Esperantica.

### Proporzioni dellaVerda Stelo
Secondo l'Associazione Universale Esperanto, la bandiera Verda Stelo dovrebbe avere le seguenti proporzioni: il rapporto tra la larghezza e l'altezza della bandiera e la lunghezza di un lato del quadrato bianco dovrebbe essere 3 a 2 a 1. Il rapporto tra il lato del quadrato bianco e il raggio del cerchio che racchiude la stella dovrebbe essere 10 a 3,5.

## Altri simboli

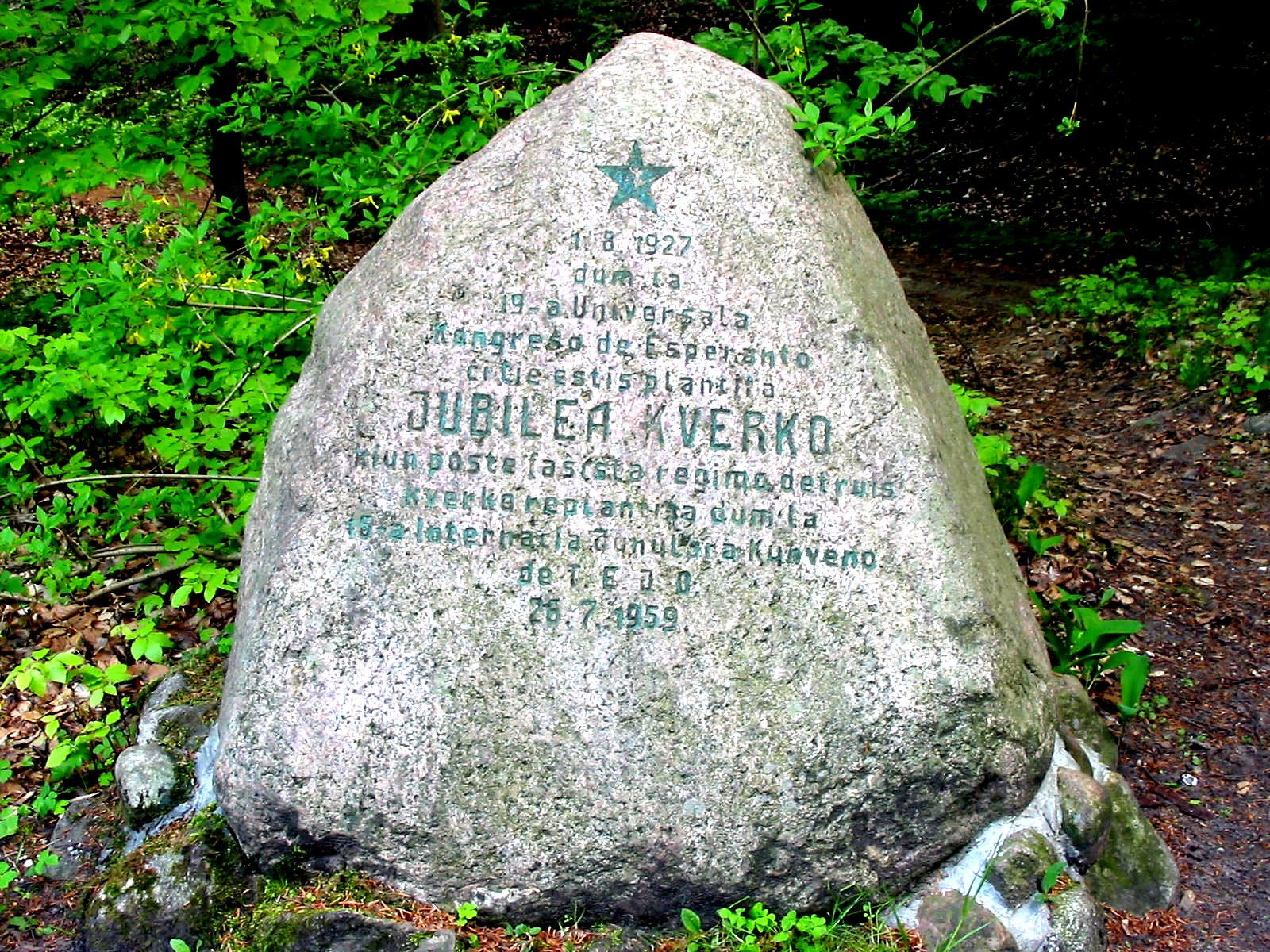
Pietra posta a memoria della "Quercia giubilare" a Danzica, in Polonia

Tra i ricordi di incontri, in Polonia c'era una quercia piantata nel 1927. La quercia fu distrutta e ripiantata, come dice una lapide messa a ricordo: